# Mitsukurina owstoni
Lo squalo goblin (Mitsukurina owstoni Jordan, 1898), detto anche squalo folletto, unico membro vivente della famiglia dei Mitsukurinidi (Mitsukurinidae), è una specie di squalo abissale. La principale caratteristica distintiva di questo animale è la peculiare forma della testa. Lo squalo goblin, infatti, possiede un lungo rostro simile ad un becco, a forma di cazzuola, molto più lungo del muso delle altre specie di squalo. Tra le altre caratteristiche di questa specie ricordiamo il colore del corpo, quasi completamente rosa, e le lunghe mascelle protrudibili . Quando queste sono retratte all'interno della bocca, lo squalo goblin ricorda uno squalo toro, Carcharias taurus, di colore rosa con un naso insolitamente lungo.
Mitsukurina owstoni vive negli abissi oceanici, oltre i 200 metri di profondità, in acque dove non giunge mai la luce del Sole. Si incontra in tutto il mondo, dall'Australia, nell'Oceano Pacifico, al Golfo del Messico, nell'Oceano Atlantico. La maggior parte degli esemplari conosciuti, tuttavia, proviene dalle acque al largo del Giappone, zona dove la specie fu scoperta.
Lo squalo goblin si nutre di una grande varietà di organismi che popolano gli abissi. Tra le sue prede conosciute vi sono calamari abissali, granchi e pesci abissali. Si conosce molto poco della sua biologia e del suo comportamento riproduttivo, poiché è un animale che si incontra raramente. Sebbene possa sembrare una specie rara, non appare minacciata da alcuna sorta di pericolo e per questo non figura tra le specie considerate a rischio dalla IUCN.

## Tassonomia
Lo squalo goblin venne descritto per la prima volta nel 1897, col nome Mitsukurina owstoni, a partire da un esemplare proveniente dalla Baia di Sagami, nei pressi di Yokohama (Giappone).
Un altro esemplare catturato poco dopo venne descritto nel 1909, col nome Scapanorhynchus jordoni, da Louis Hussakof. Per un certo periodo di tempo la specie venne considerata appartenente al genere Scapanorhynchus e gli scienziati la chiamavano Scapanorhynchus owstoni, nome scientifico attualmente in disuso.
Tra i resti fossili sono presenti altre due dozzine circa di specie imparentate con lo squalo goblin, suddivise in due generi (ora estinti), Scapanorhynchus e Anomotodon.
La specie deve il nome generico, Mitsukurina, a Kakichi Mitsukuri, lo zoologo giapponese dell'Università di Tokyo che consegnò il primo esemplare noto alla scienza a David Jordan affinché questi lo identificasse tassonomicamente e lo descrivesse . Il nome specifico, invece, gli venne attribuito da Jordan in onore dell'avido collezionista di campioni naturalistici Alan Owston, il quale aveva acquistato il primo esemplare da un pescatore giapponese.
Il nome comune dello squalo è la traduzione del nome giapponese tenguzame, il termine originale con cui i pescatori giapponesi chiamavano la specie prima che venisse descritta scientificamente. I tengu sono creature del folklore giapponese simili ai folletti, con un naso molto lungo che ricorda il muso dello squalo goblin .

## Distribuzione

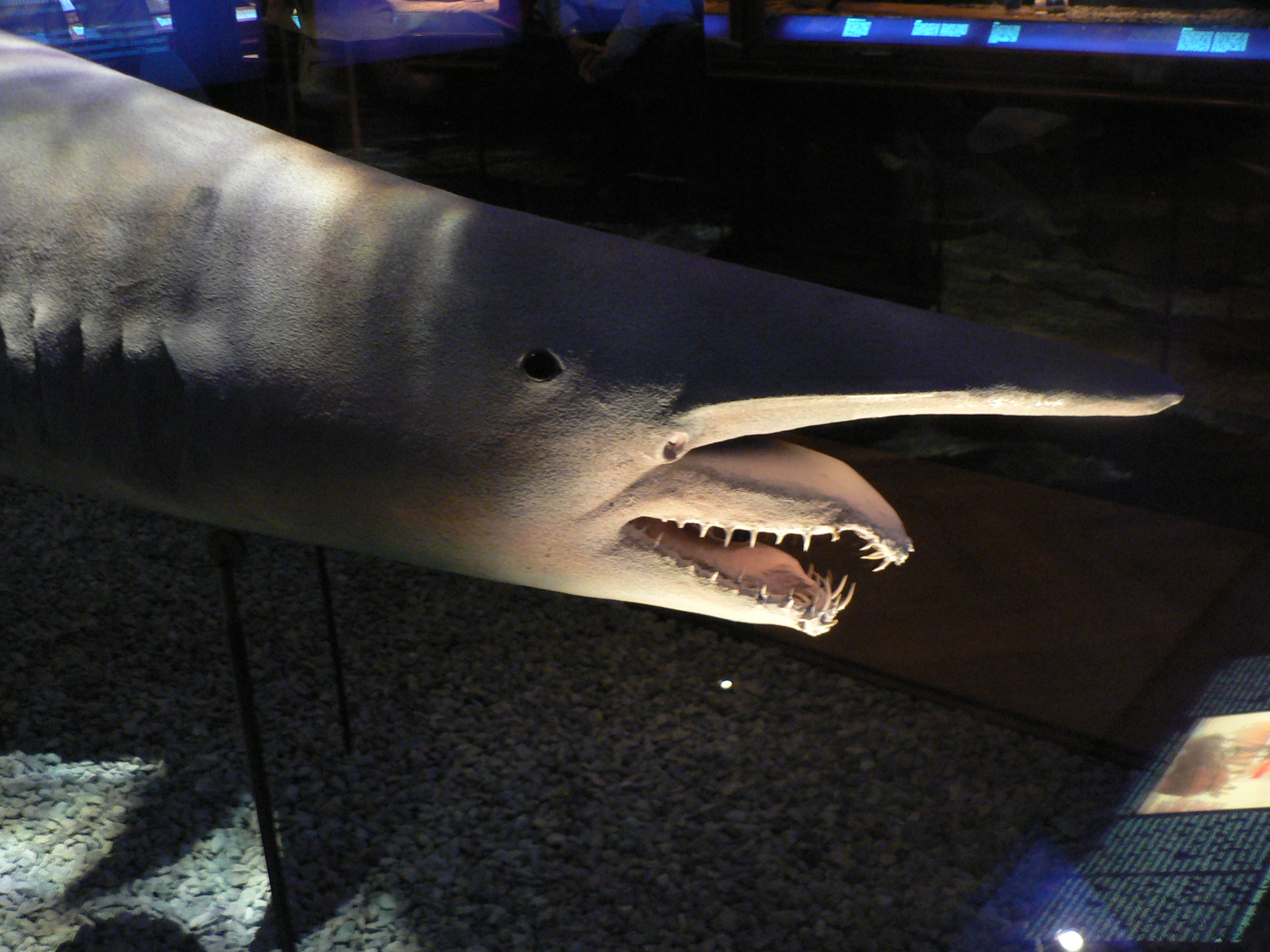
Un modello della specie con le mascelle estese

Mitsukurina owstoni è uno squalo abissale batidemerso che vive solitamente nei pressi del fondale, a profondità di circa 250 metri. Un esemplare, però, venne catturato a 1300 metri di profondità .
Sono noti alla scienza solo 45 esemplari di Mitsukurina owstoni.
La maggior parte degli esemplari di squalo goblin catturati proviene dal Giappone (dove la specie venne scoperta per la prima volta), per la precisione da un'area compresa tra la Baia di Tosa e la Penisola di Boso. L'areale pacifico della specie è piuttosto esteso. Esemplari di M. owstoni sono stati trovati nelle acque al largo del Sudafrica e in vari siti sparsi un po' in tutto l'Oceano Pacifico occidentale. Altri squali goblin sono stati catturati al largo delle coste di Australia e Nuova Zelanda.
Nell'Oceano Atlantico la presenza della specie è stata confermata al largo della Guyana francese a ovest e nel Golfo di Biscaglia e al largo di Madeira e del Portogallo a est . Dall'altro lato dell'Atlantico altri esemplari sono stati catturati anche nel Golfo del Messico.

## Descrizione

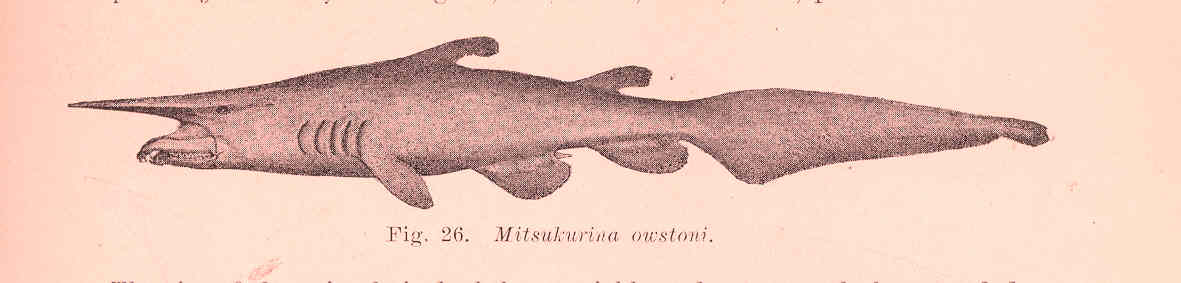
Vecchia raffigurazione di uno squalo goblin

Lo squalo goblin può raggiungere i 3,3 metri di lunghezza e i 159 chili di peso. Presenta il corpo semi-fusiforme tipico di tutti gli squali. Contrariamente all'immagine comune che l'uomo ha di questi animali, M. owstoni ha pinne basse e arrotondate, non appuntite, e quelle anali e pelviche sono molto più grandi di quelle dorsali. La coda, eterocerca, è molto simile a quella degli squali volpe, con il lobo superiore molto più lungo di quello di altre specie di squalo. Inoltre, la coda dello squalo goblin è priva di lobo ventrale.
La colorazione rosa, unica tra gli squali, è dovuta ai vasi sanguigni situati al di sotto della pelle semi-trasparente (molto delicata e tendente ad ammaccarsi con facilità). Le pinne hanno un colorito bluastro. Lo squalo goblin è privo di membrana nittitante, così come di tacca precaudale e di carene ai lati del peduncolo caudale. I denti anteriori sono lunghi e con i margini lisci, mentre quelli posteriori sono adatti per frantumare.
Fino al 25% del peso corporeo dello squalo goblin è costituito dal fegato. Tale caratteristica si riscontra anche in altri squali, come lo squalo elefante e lo squalo dal collare, e contribuisce al galleggiamento di questo animale, che, come tutti gli squali, è privo di vescica natatoria.

## Biologia
A causa dell'assenza di luce tipica degli abissi in cui vive, lo squalo goblin va in cerca di cibo percependo la presenza delle prede con gli organi elettro-sensitivi situati nel rostro. Una volta individuata una preda, protrude rapidamente le mascelle, utilizzando al contempo un muscolo simile a una lingua per risucchiarla tra gli acuminati denti anteriori. Tra le prede di cui si nutre ricordiamo una particolare specie di scorfano abissale (Helicolenus dactylopterus, ritrovato all'interno del corpo di un esemplare), cefalopodi e crostacei.

## Riproduzione
Non sappiamo quasi nulla sulle abitudini riproduttive di questa specie. Sebbene non sia mai stata catturata o avvistata una femmina gravida, si presume che la specie sia ovovivipara, così come tutti i membri dell'ordine dei Lamniformi; le uova maturano e si schiudono all'interno del corpo della madre e i piccoli vengono partoriti vivi.

## Importanza per l'uomo

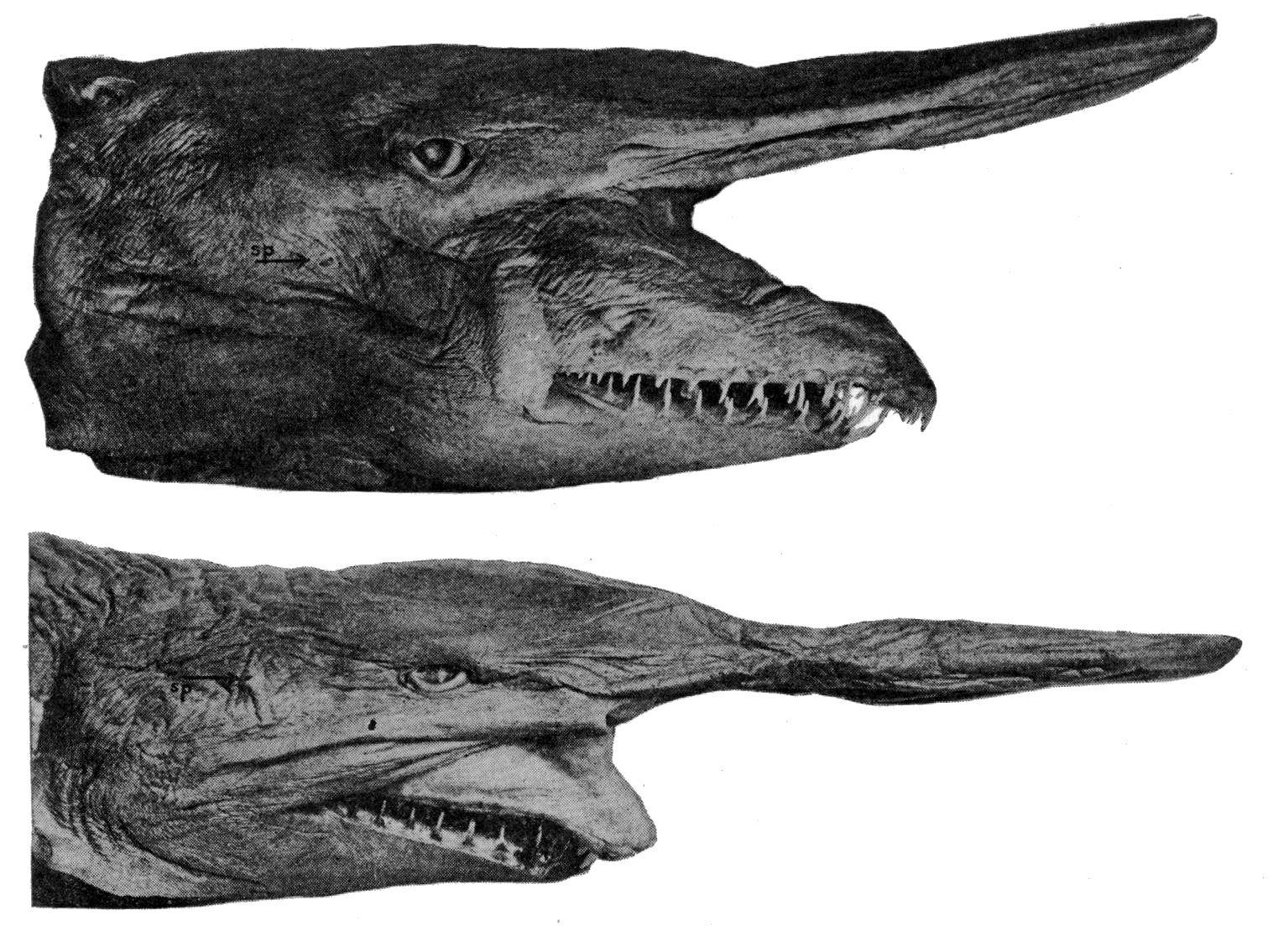
Le teste conservate di due squali goblin

Quasi tutti gli squali goblin conosciuti sono esemplari catturati involontariamente dai pescatori. Dal momento che vivono nei pressi del fondale, vengono solitamente presi con reti e palamiti posti sul fondo. Talvolta vengono catturati anche con reti a strascico. Alcuni esemplari, inoltre, sono rimasti impigliati in lenze di profondità.

## Avvistamenti
Il primo squalo goblin noto alla scienza venne catturato da un pescatore giapponese nella Corrente di Kuroshio, al largo della costa di Yokohama, nel 1897. Questo esemplare venne in seguito identificato come un maschio di 106 centimetri.
Nel 1985 venne scoperto uno squalo goblin nelle acque al largo dell'Australia orientale. Alcuni esemplari, attualmente conservati all'Australian Museum, sono stati catturati nelle vicinanze del Nuovo Galles del Sud e della Tasmania . Sempre nelle acque al largo di quest'ultima isola, nel 2004 venne catturato un esemplare di quattro metri. Questo squalo fa ora parte della Collezione Nazionale di Pesci di Hobart. Nel 1988 uno squalo goblin venne catturato nelle vicinanze della Nuova Zelanda.
Nel 2003, più di un centinaio di squali goblin vennero catturati al largo delle coste nord-occidentali di Taiwan, in un'area dove la specie era completamente sconosciuta. Secondo gli studiosi questi squali vennero catturati poco tempo dopo una scossa di terremoto avvenuta nella zona.
Uno squalo goblin catturato vivo visse per una settimana in un acquario dell'Università giapponese di Tokai.
Il 25 gennaio del 2007 un altro squalo goblin di 1,3 metri venne catturato vivo nella Baia di Tokyo, in acque profonde 150-200 metri. Immediatamente trasportato all'Acquario di Tokyo, venne esposto al pubblico, ma morì due giorni dopo, il 27 gennaio.
Più tardi, nell'aprile dello stesso anno, alcuni squali goblin furono visti nuotare in acque poco profonde del Mar del Giappone. Un esemplare vivo venne catturato nei pressi della Baia di Tokyo. Si trattava del primo squalo goblin visto nuotare in acque poco profonde.
Nell'agosto del 2008, sempre in Giappone, uno squalo goblin vivo venne filmato in natura da una troupe della NHK; la breve ripresa andò in onda nel corso del programma NHK Tokushuu il 31 agosto. Nel filmato si vede uno squalo goblin mentre morde l'avambraccio di un subacqueo; tuttavia, questa scena venne realizzata per mettere in evidenza i movimenti della mascella dello squalo.
Più recentemente, nel maggio 2014, nel Golfo del Messico, uno squalo goblin finisce nelle reti di pescatori di gamberetti.

## Ecologia

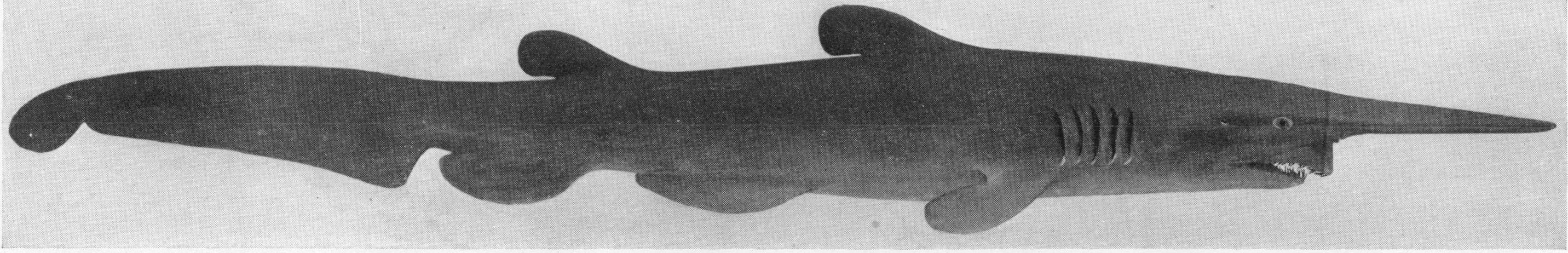
Modello di squalo goblin all'American Museum of Natural History

Nel suo habitat naturale lo squalo goblin gioca un ruolo di carnivoro di livello superiore. Come macro-organismo, dà rifugio a vari parassiti esterni e interni. In un esemplare catturato al largo dell'Australia vennero scoperte due nuove specie di tenia, Litobothrium amsichensis e Marsupiobothrium gobelinus.

## Conservazione
Nel 2004, Mitsukurina owstoni venne catalogato dalla Shark Red List Authority della IUCN tra le specie a «rischio minimo». La spiegazione data per giustificare questa classificazione è stata che, nonostante gli avvistamenti di questo animale siano relativamente rari, la distribuzione globale della specie, unita al fatto che viene catturata solo accidentalmente dai pescatori, fa pensare che essa non corra alcun rischio di estinzione. La IUCN indica come rischi maggiori per le popolazioni di M. owstoni la pesca intenzionale, la mortalità accidentale (bycatch) e, in misura molto minore, l'inquinamento idrico. Dal momento che non corre attualmente alcun rischio non è stato effettuato alcun tentativo per conservare la specie.